# 江川湧清
江川 湧清（えがわ ゆうせい、2000年10月24日 - ）は、長崎県南島原市出身のプロサッカー選手。Jリーグ・V・ファーレン長崎所属。ポジションはディフェンダー（DF）。

## 来歴
中学校時代は、平日はJFAアカデミー熊本宇城、土日はFCKマリーゴールド熊本でプレー。高校進学後はV・ファーレン長崎U-18へ加入し、チームのキャプテンを務めた。また、高校2年次の2017年3月からトップチームに2種登録され、翌2018年も引き続き登録されたが、同年3月に登録が抹消された。
2019年より、トップチームへ昇格。初年度は5月に右膝前十字靭帯断裂の重傷を負った影響で公式戦の出場はなかった。2020年9月23日、J2第21節のFC町田ゼルビア戦で85分から途中出場しプロデビューを果たした。
2021年7月17日、J2第23節ギラヴァンツ北九州戦でJリーグ初ゴール。
2023年よりガンバ大阪へ完全移籍。
2025年6月4日、V・ファーレン長崎へ完全移籍。2年半ぶりの帰還である。

## 所属クラブ
- 深江フットボールクラブジュニア
- FCKマリーゴールド熊本 (JFAアカデミー熊本宇城)
- V・ファーレン長崎U-18 (鎮西学院高等学校)
  - 2017年3月 - 同年12月  V・ファーレン長崎 (2種登録選手)
  - 2018年 - 同年3月  V・ファーレン長崎 (2種登録選手)
- 2019年 - 2022年  V・ファーレン長崎
- 2023年 - 2025年6月  ガンバ大阪
- 2025年6月 -  V・ファーレン長崎

## 個人成績
| 国内大会個人成績 | 国内大会個人成績 | 国内大会個人成績 | 国内大会個人成績 | 国内大会個人成績 | 国内大会個人成績 | 国内大会個人成績 | 国内大会個人成績 | 国内大会個人成績 | 国内大会個人成績 | 国内大会個人成績 | 国内大会個人成績 |
| 年度             | クラブ           | 背番号           | リーグ           | リーグ戦         | リーグ戦         | リーグ杯         | リーグ杯         | オープン杯       | オープン杯       | 期間通算         | 期間通算         |
| 年度             | クラブ           | 背番号           | リーグ           | 出場             | 得点             | 出場             | 得点             | 出場             | 得点             | 出場             | 得点             |
| 日本             | 日本             | 日本             | 日本             | リーグ戦         | リーグ戦         | リーグ杯         | リーグ杯         | 天皇杯           | 天皇杯           | 期間通算         | 期間通算         |
| ---------------- | ---------------- | ---------------- | ---------------- | ---------------- | ---------------- | ---------------- | ---------------- | ---------------- | ---------------- | ---------------- | ---------------- |
| 2019             | 長崎             | 24               | J2               | 0                | 0                | 0                | 0                | 0                | 0                | 0                | 0                |
| 2020             | 長崎             | 24               | J2               | 11               | 0                | -                | -                | -                | -                | 11               | 0                |
| 2021             | 長崎             | 24               | J2               | 32               | 2                | -                | -                | 1                | 0                | 33               | 2                |
| 2022             | 長崎             | 24               | J2               | 36               | 1                | -                | -                | 2                | 0                | 38               | 1                |
| 2023             | G大阪            | 34               | J1               | 9                | 0                | 4                | 0                | 0                | 0                | 13               | 0                |
| 2024             | G大阪            | 24               | J1               | 3                | 0                | 1                | 0                | 5                | 0                | 9                | 0                |
| 2025             | G大阪            | 24               | J1               | 5                | 0                | 1                | 0                | -                | -                | 6                | 0                |
| 2025             | 長崎             | 44               | J2               |                  |                  |                  |                  |                  |                  |                  |                  |
| 通算             | 日本             | 日本             | J1               | 17               | 0                | 6                | 0                | 5                | 0                | 28               | 0                |
| 通算             | 日本             | 日本             | J2               | 79               | 3                | 0                | 0                | 3                | 0                | 82               | 3                |
| 総通算           | 総通算           | 総通算           | 総通算           | 96               | 3                | 6                | 0                | 8                | 0                | 110              | 3                |

- 2017年から2018年は2種登録選手として在籍（公式戦の出場はなし）
- Jリーグ初出場 - 2020年9月23日 J2第21節 vsFC町田ゼルビア（町田GIONスタジアム）
- Jリーグ初得点 - 2021年7月17日 J2第23節 vsギラヴァンツ北九州（トランスコスモススタジアム長崎）